# ヘルマン・フォン・カウルバッハ
ヘルマン・フォン・カウルバッハ（Hermann von Kaulbach、1846年7月26日 - 1909年12月9日）はドイツの画家。

## 略歴
ミュンヘンで生まれた。父親はミュンヘン美術学校の校長を務めたヴィルヘルム・フォン・カウルバッハである。ベルリン大学に入学し、医学を学ぶが、父親の影響から大学を止め、画家の道へ進んだ。1867年にミュンヘン美術学校に入学し、ピロティ（Karl Theodor von Piloty）のもとで学んだ。歴史を題材として分野で主に活動したが、子供たちの肖像画で最も知られている。1880年と1891年にローマに旅した。1886年にミュンヘン美術学校の教授に任じられた。1906年に子供を題材とした画集を出版し、135,000冊も売り上げた。版画家の娘、Sophie Schrollと結婚した。
カウルバッハの作品の多くは父親の故郷のヘッセン州のバート・アーロルゼンの美術館に展示されている。ミュンヘンで没した。

## 作品

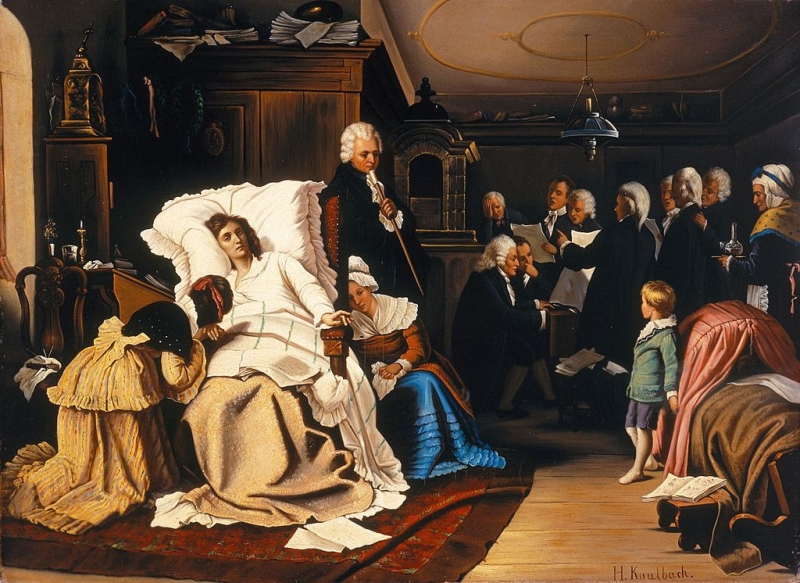
モーツァルトの最後の日々(1873)
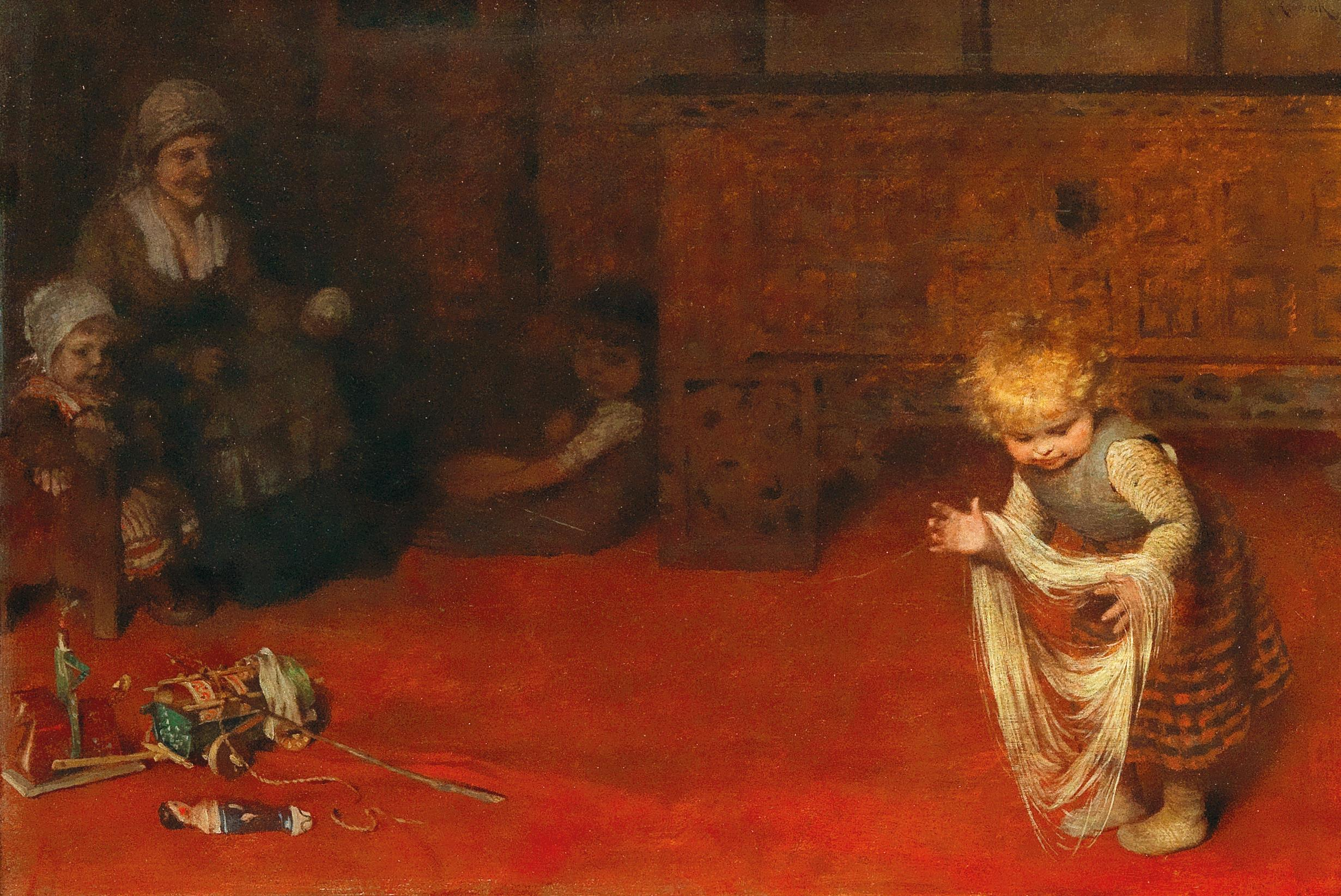
手伝い

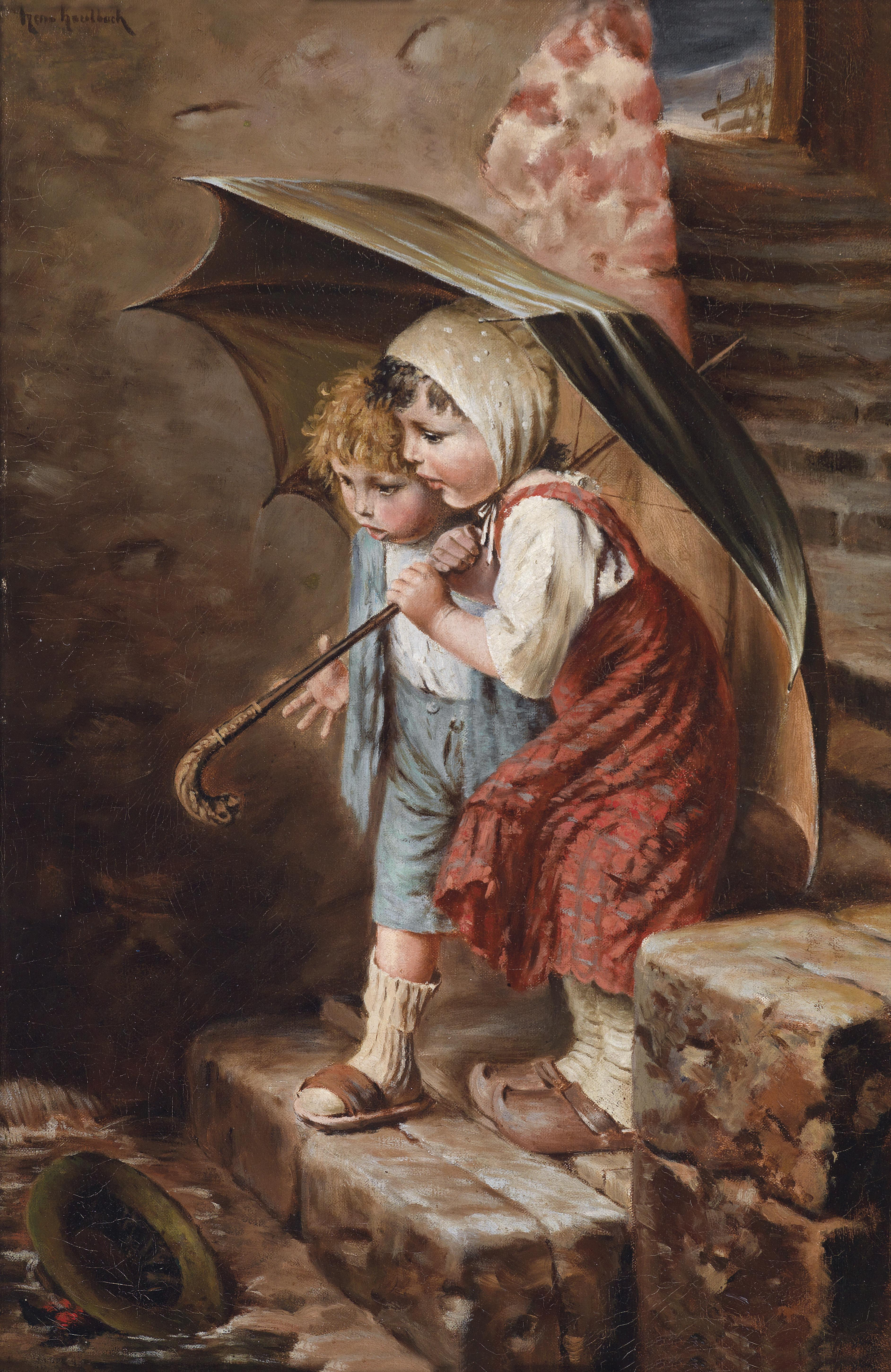
Die Überraschung(驚き)
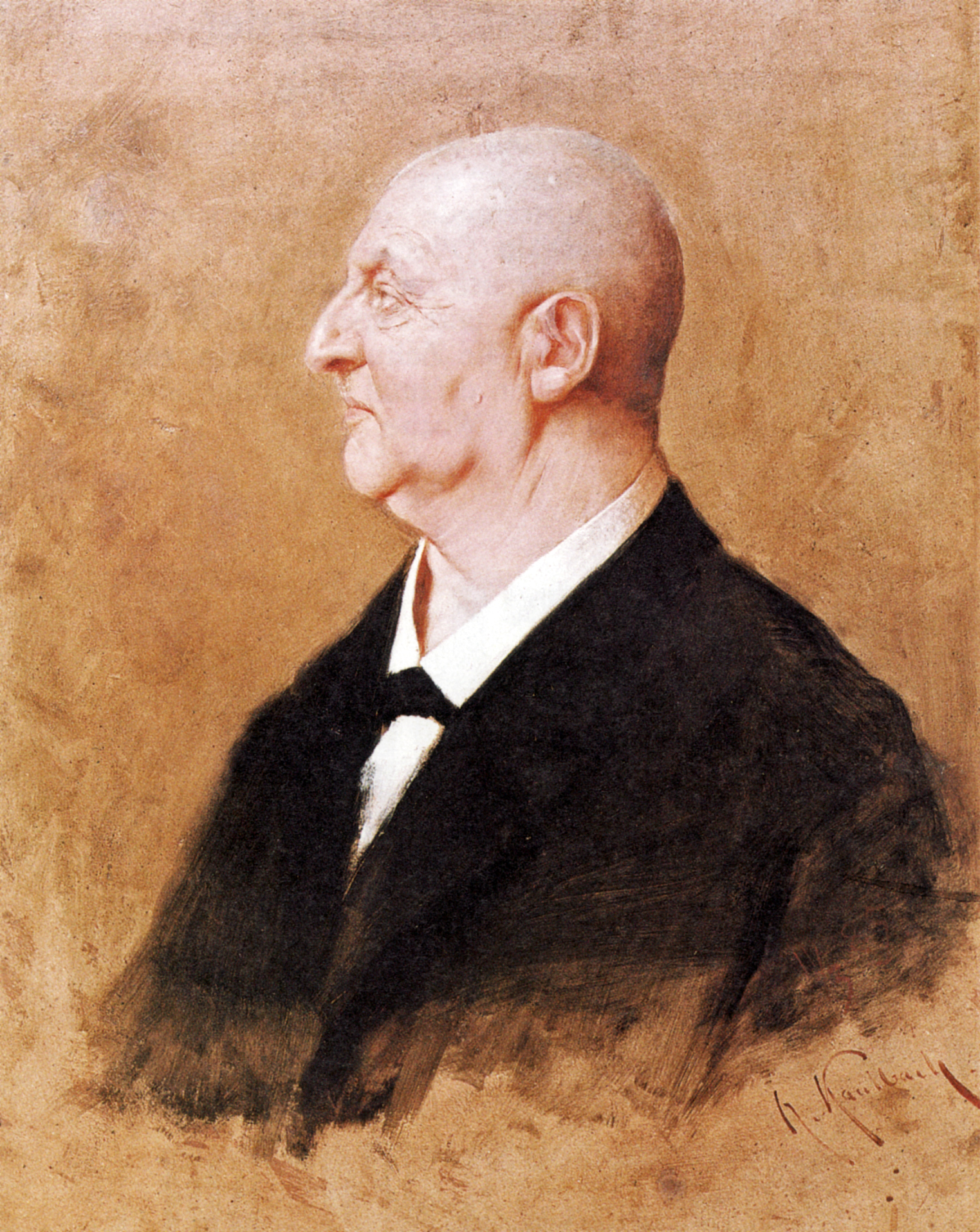
アントン・ブルックナーの肖像
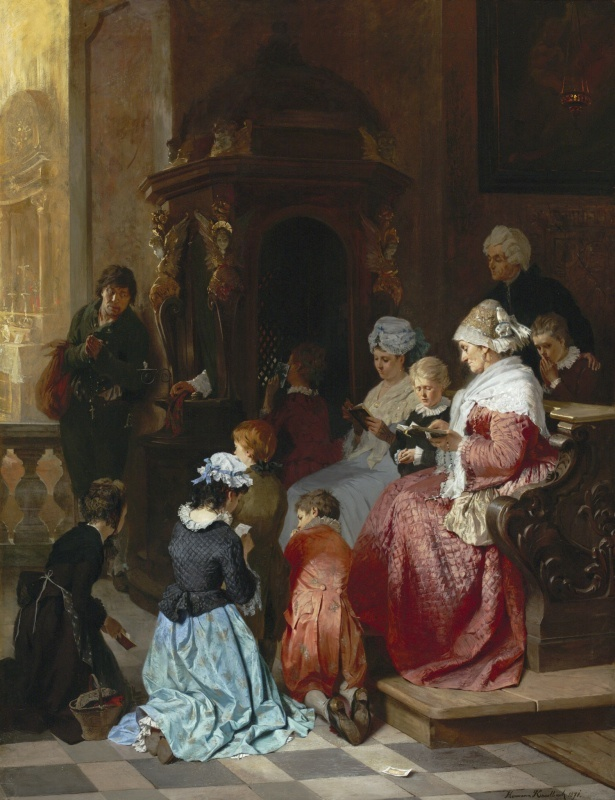
最初の懺悔
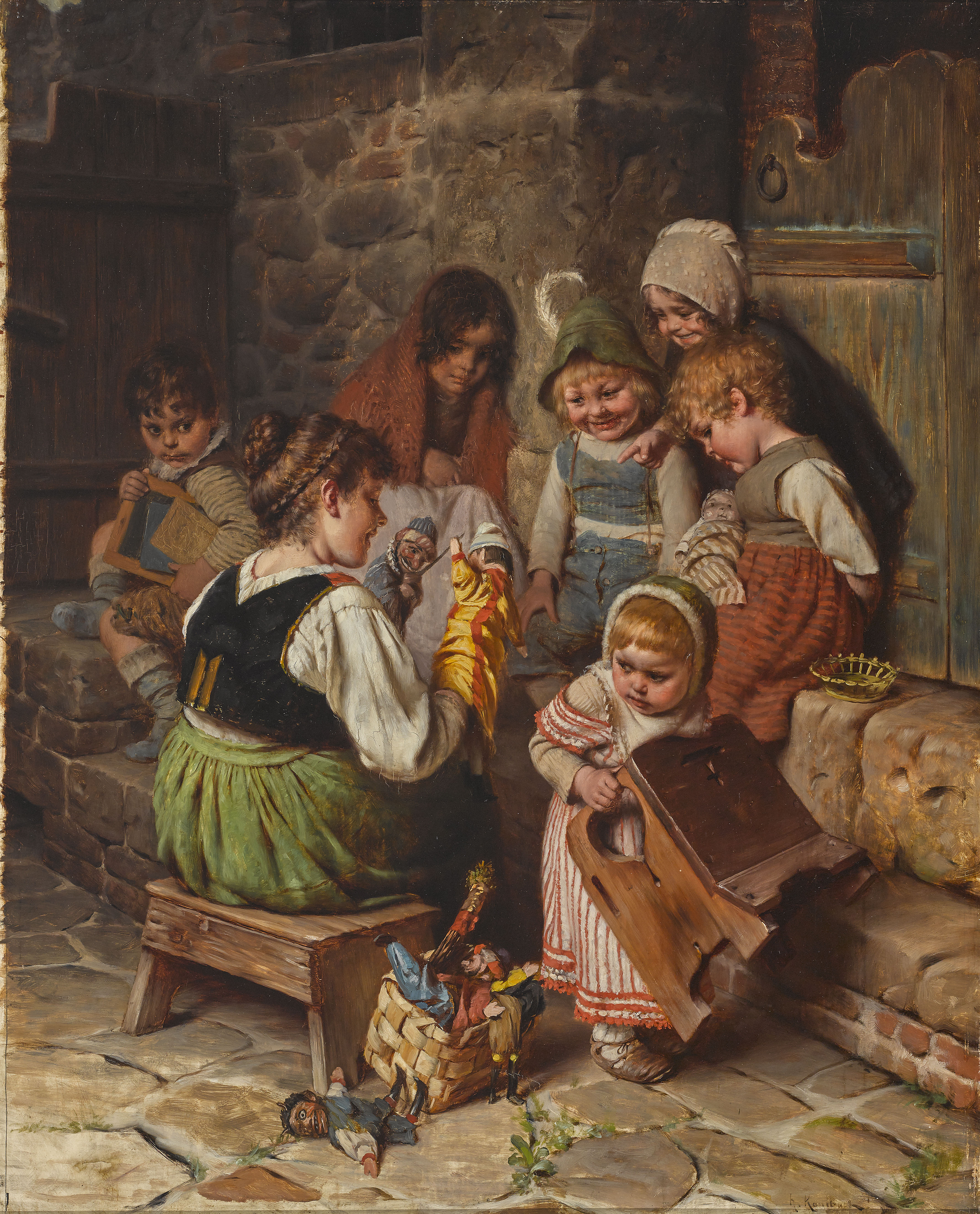
人形劇

## 著書
- Hermann Kaulbach: Bilderbuch. Mit 45 Bildern von Professor Hermann Kaulbach in München und einem Porträt des Künstlers (Text by Adelheid Stier), Union Deutsche Verlagsgesellschaft, First Edition, 1906